# Komórki Mikulicza
Komórki Mikulicza – komórki histiocytarne charakterystyczne dla swoistej ziarniny występującej w twardzieli. Nazwa pochodzi od znanego polskiego chirurga J. Mikulicza-Radeckiego.  Występują licznie zwłaszcza w starszych naciekach. We wczesnej fazie choroby w naciekach jest ich mało. Są to komórki duże i zawierają liczne wakuole przez co mają wygląd piankowaty (komórki piankowate). Jądro komórkowe, zwykle małe zlokalizowane jest na obwodzie komórki. Wewnątrz komórek znajdują się liczne pałeczki twardzieli (Klebsiella rhinoscleromatis). Komórki Mikulicza układają się zwykle w guzek, tworzący ziarniniaka.